# 설봉공원
설봉공원(雪峯公園)은 경기도 이천시 관고동에 위치한 공원이다.

## 개요
이천의 대표 쉼터로 불리는 설봉공원은 이천시 동쪽의 "설봉산"과 99km2의 면적을 자랑하는" 설봉호"가 어우러진 경기 남부의 평야 지대인 이천의 대표적 "공원시설"이다. 호수 주변을 두르는 산책로에서 운동과 산책을 즐길 수 있으며 이천세계도자엑스포의 중심지로 알려져 있다. 이천시립박물관과 미술관, " 세계도자센터 "가 함께하고 있으며 세계 38개국 유명 작가의 조각품들이 세워져있다. 기암괴석과 약수터, 설봉산성과 영월암 등의 유적들도 다양하다. 경기도 이천시의 4대 축제 중 하나인 이천도자기축제를 매년 4월부터 5월까지 설봉공원에서 개최한다. 2015년 1월에는 설봉공원 내 얼음 썰매장을 개장하였으며, 5월에는 '어린이날 큰 잔치'를 개최하였다.

## 설봉산 별빛 축제
설봉산별빛축제는 매년 7월 중순부터 8월 중순까지 토요일 저녁에 설봉공원 야외 대공연장에서 개최된다. 다양한 장르의 공연예술: 음악, 무용, 국악, 대중예술 등을 시민들과 함께하며 지역예술인 및 예술단체들이 참여하고 있다.

## 갤러리

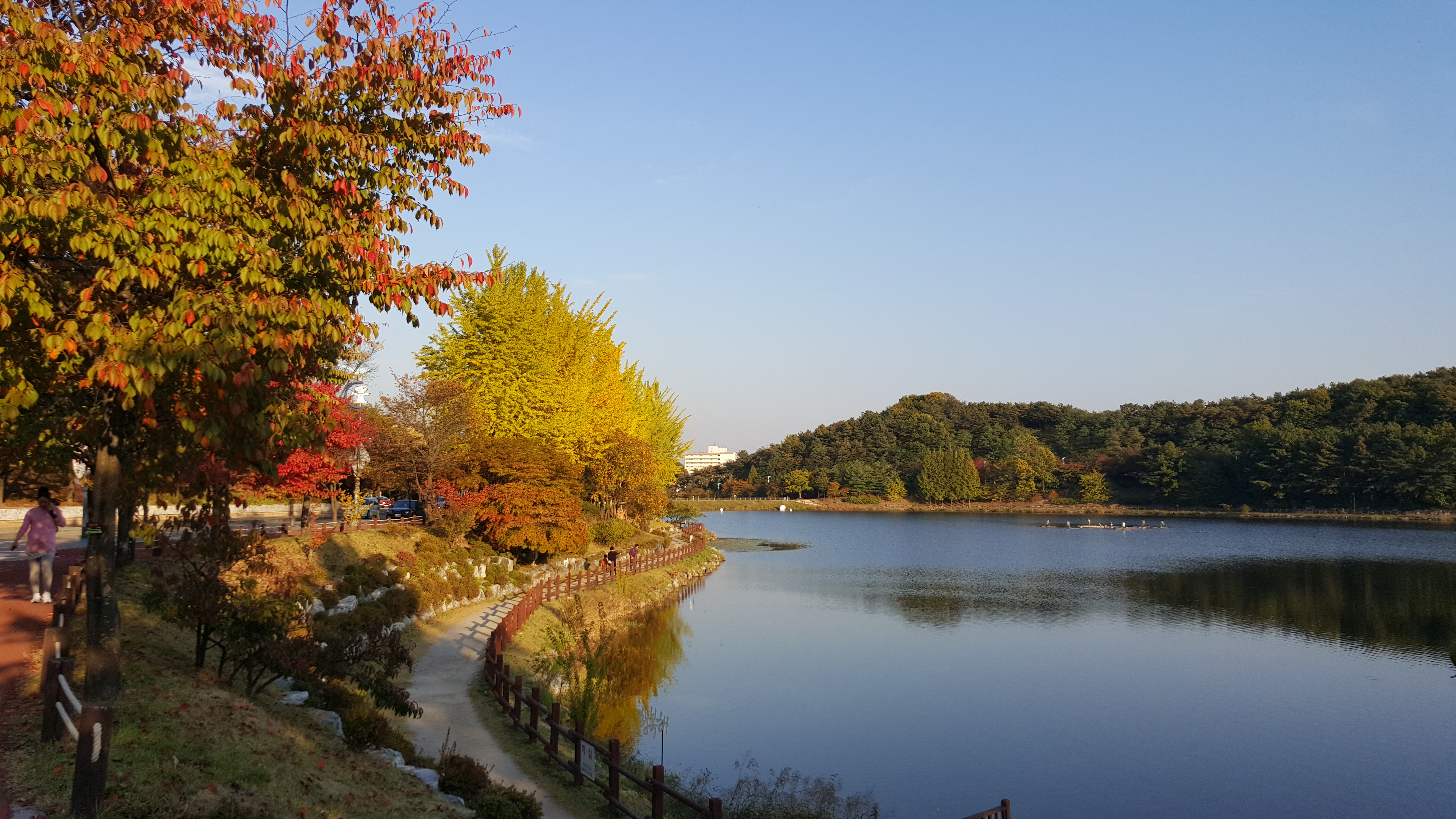
설봉공원 호수1
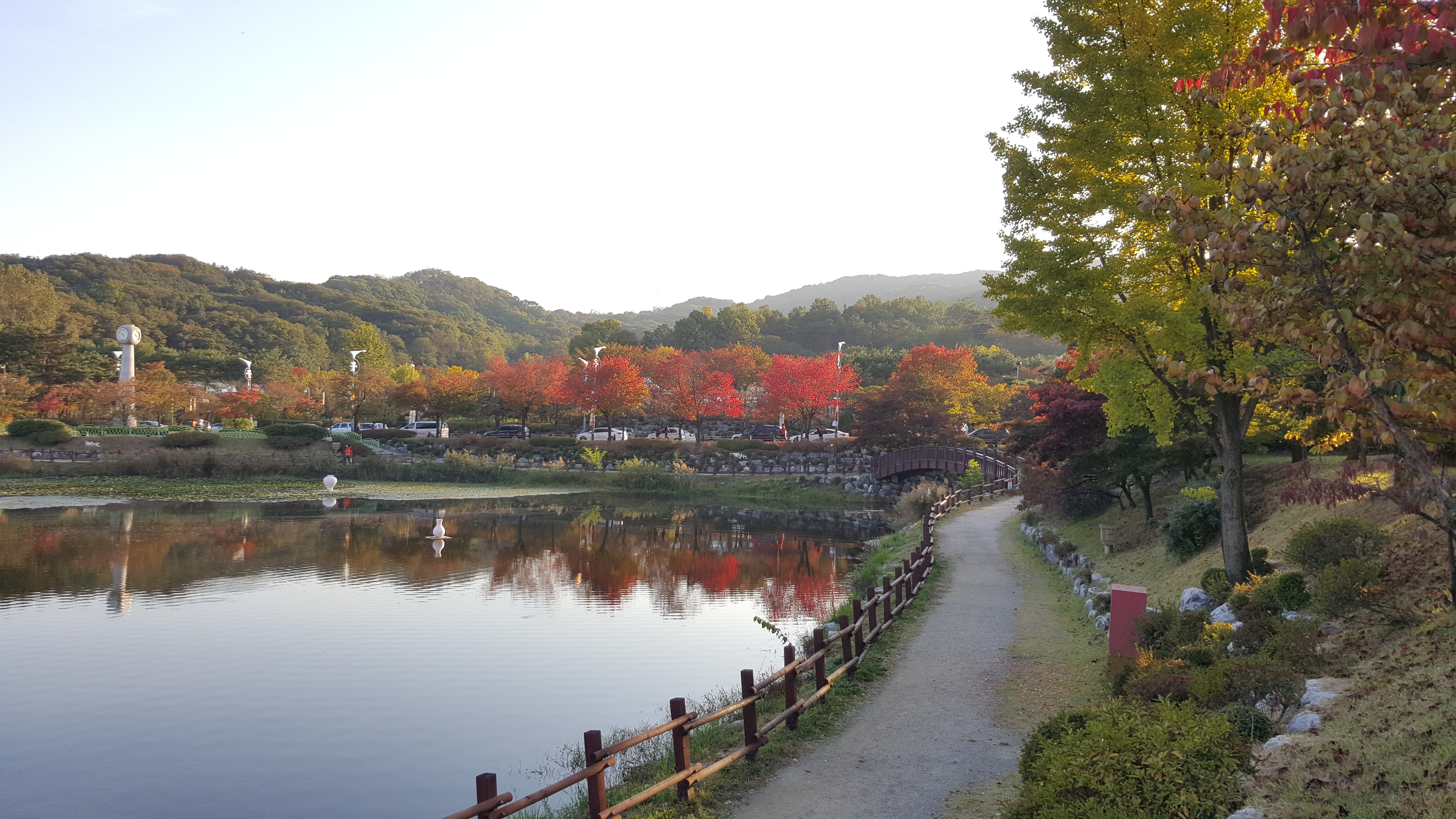
설봉공원 호수2
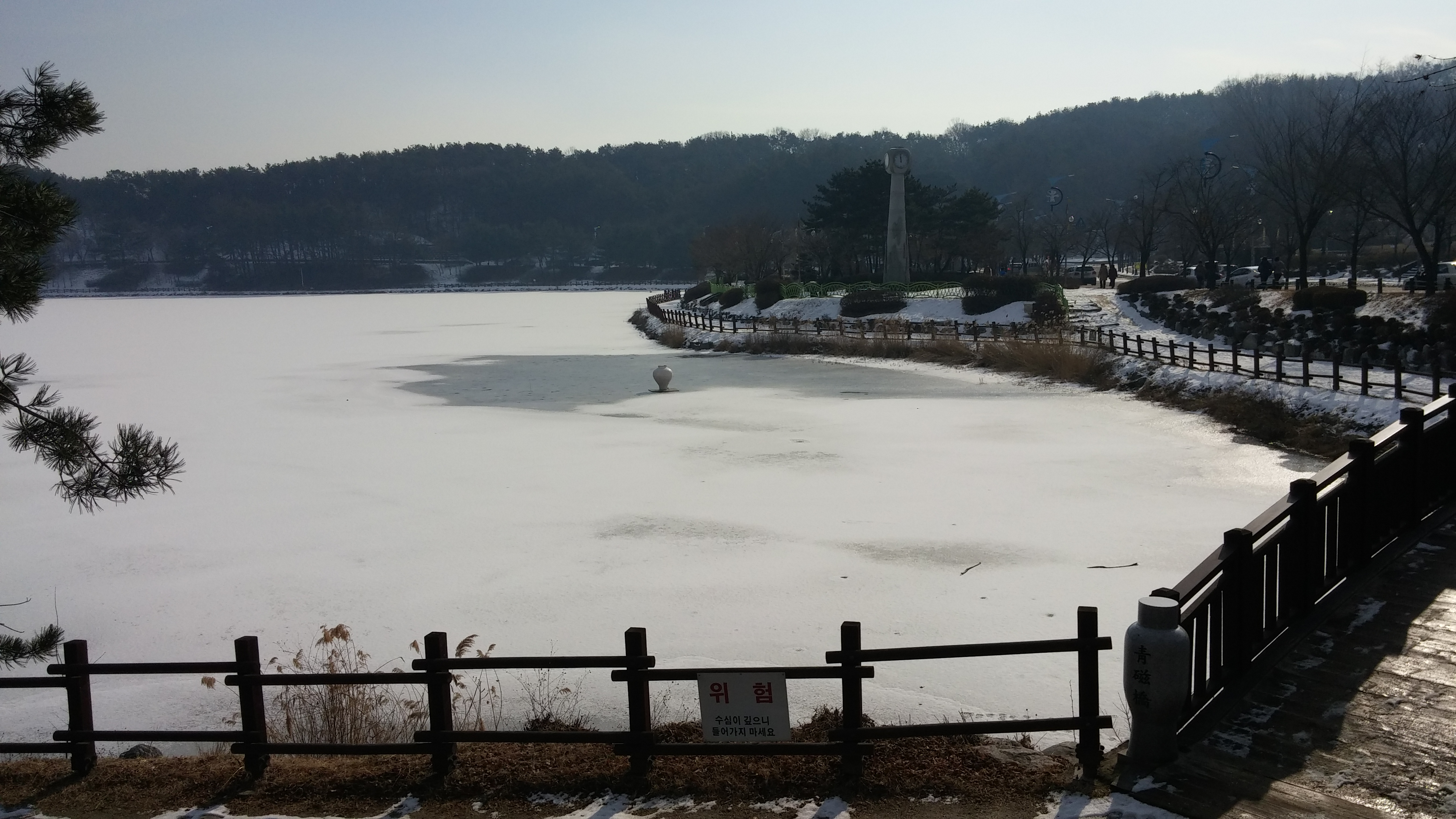
설봉공원의 호수 겨울
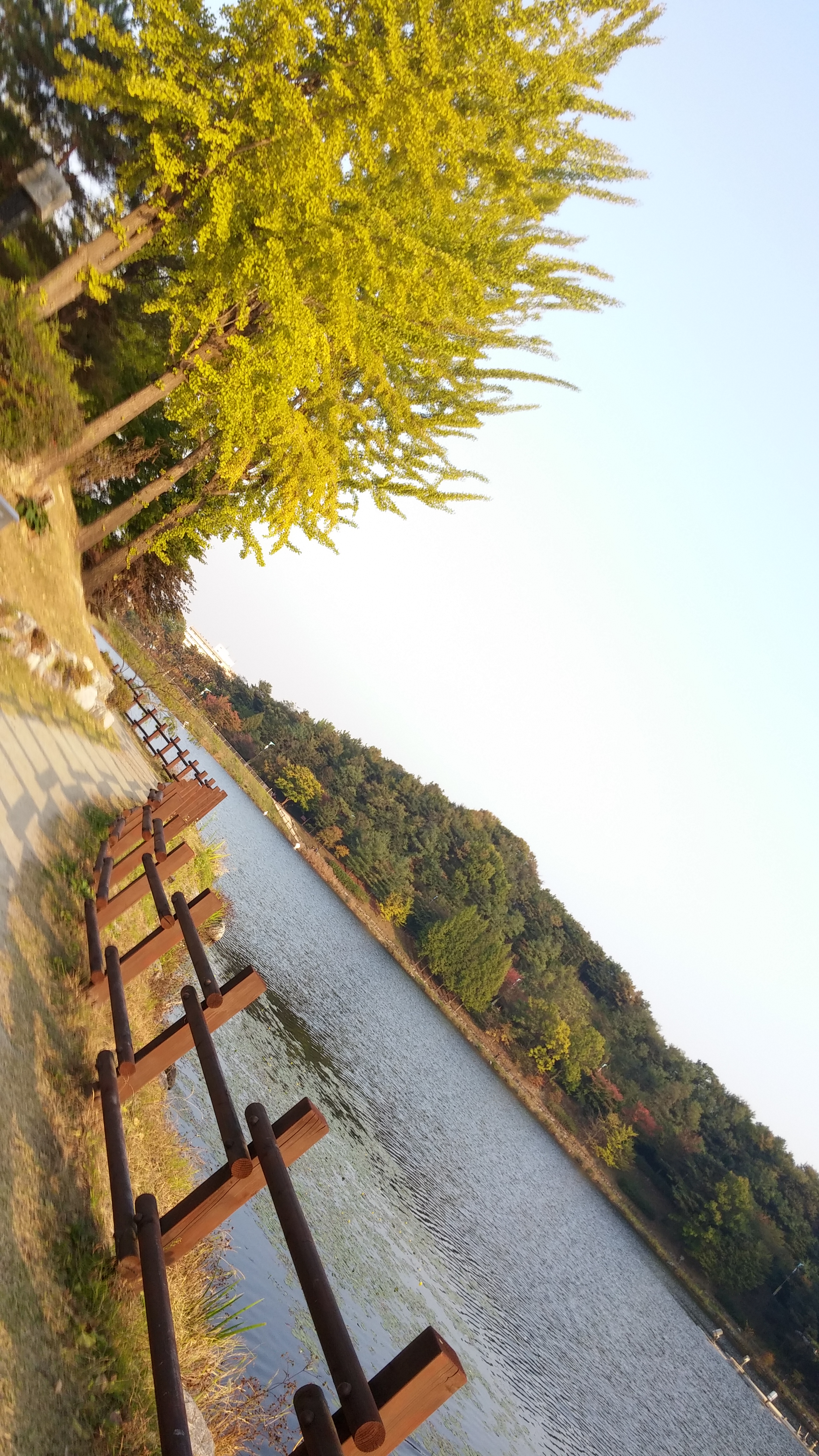
설봉공원 겨울 길
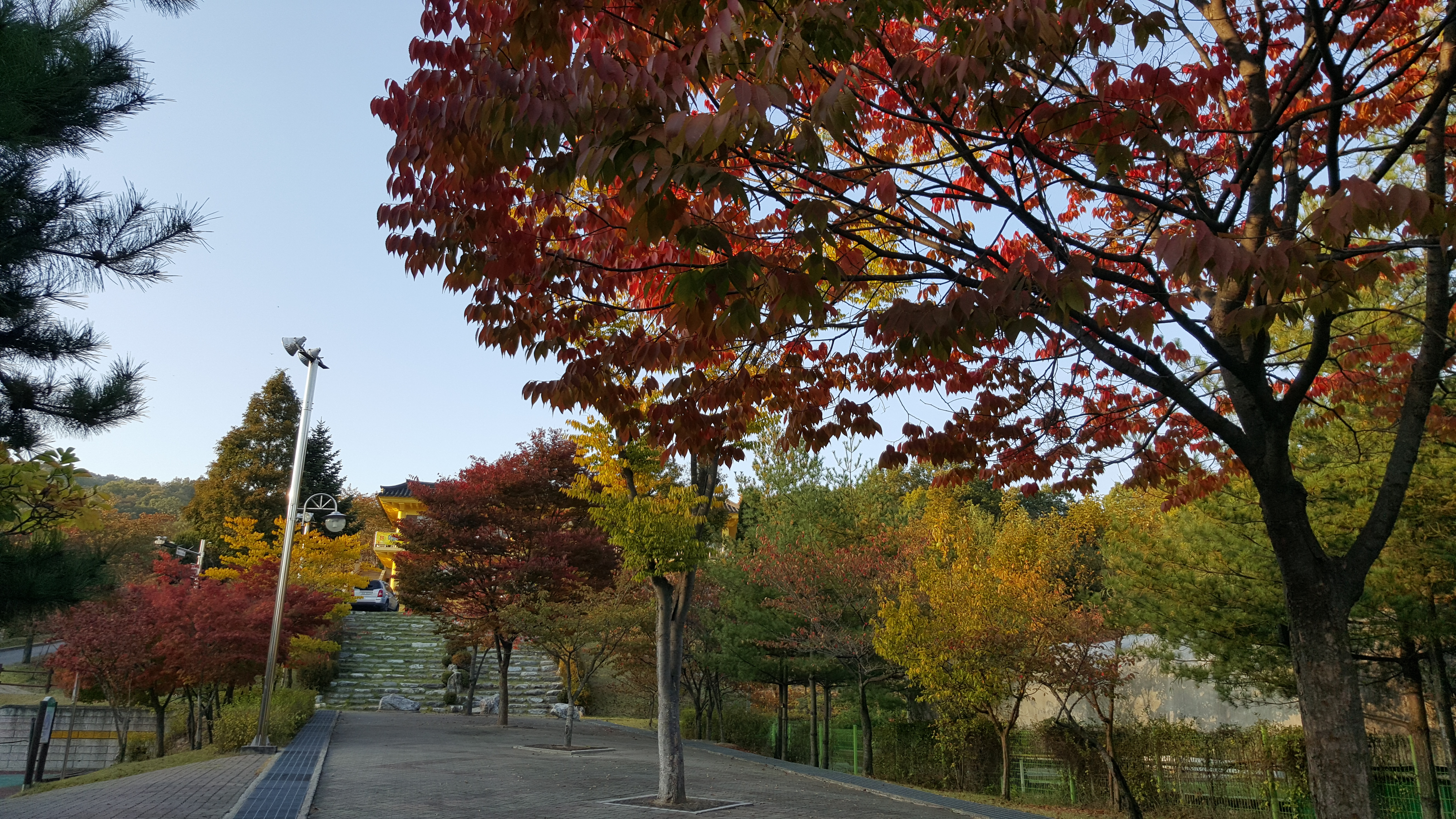
설봉공원 가을 길1
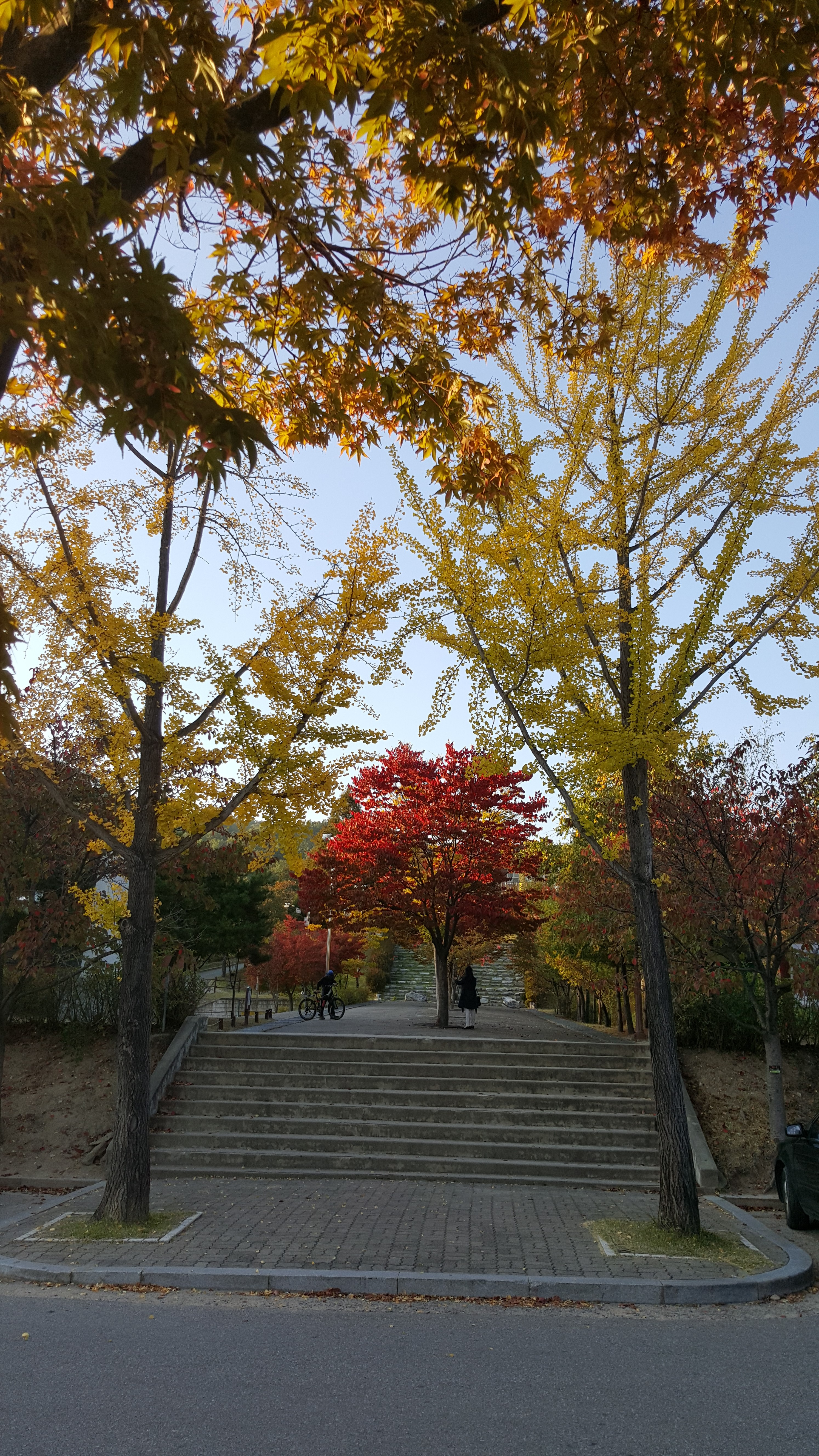
설봉공원 가을 길2

### 파노라마

## 같이 보기
- 설봉산